# Antonio Cua
Antonio Cua (Savuci di Taverna, 4 agosto 1819 – Resina, 1º settembre 1899) è stato un matematico italiano.

## Biografia
Nel 1840 si laureò in matematica all'Università di Napoli. Dopo un periodo di insegnamento di base alla scuola militare, nel 1851 divenne assistente alla cattedra di matematiche superiori, per iniziare poi a insegnare geometria analitica nel 1854 sempre all'Università di Napoli, e Geometria descrittiva nel 1889, dove rimase fino alla morte avvenuta nello stesso anno. Insegnò contemporaneamente la stessa materia anche nel Collegio Militare. Essendo anche ingegnere, si occupò di lavori idraulici e perizie per conto del Ministero dei Lavori Pubblici.
Nel 1864 venne nominato cavaliere dell'Ordine dei Ss. Maurizio e Lazzaro; fu nominato socio corrispondente del R. Istituto d'incoraggiamento di Napoli nel 1853, accademico della Pontaniana di Napoli nel 1854, e, nel 1859, socio corrispondente della Società economica della Seconda Calabria Ulteriore.
Nel 1876, quando era docente dell'Università di Napoli, fu scelto per dirigere i lavori, in modo gratuito, per la parte rustica del Santuario della Beata Vergine del Rosario di Pompei.
Probabilmente per mancanza di tempo dovuta a diversi incarichi, non si dedicò a pubblicazioni di rilievo; per questo motivo poco del suo lavoro nel campo della matematica è giunto fino a noi.